# Lee Ji Young
Lee Jiyoung (en coreano: hangul:정호승, RR: Lee Jiyeong, MR: Lee Chiyoung) es una ilustradora de Corea del Sur nacida en 1978.

## Carrera
Lee Jiyeong se graduó por la Universidad Femenina Dongdeok. Publicó su primera historia gráfica, Johnny Taro, en 2003, que fue seleccionada para participar en el Festival de Angulema. Actualmente trabaja en guías de viajes.
Posteriormente adaptó al manhwa varios relatos cortos de Jeong Ho-Seung bajo el título del principal La vasija.
Ha colaborado en la creación de diferentes obras de divulgación y guías de viaje.

## Obras[1]
- 2003: Johny Taro (조니타로)
- 2008: La vasija (만화 항아리), de Jeong Ho-Seung
- 2010: Como Kim Yeon-ah (김연아처럼), de Kim Yeon-ah